# Шири, Перенс
Перенс Шири (англ. Perrance Shiri, урожд. Бигбой Самсон Чикерема (англ. Bigboy Samson Chikerema), 11 января 1955, Гверу — 29 июля 2020, Хараре) — зимбабвийский офицер авиации в отставке и правительственный чиновник, который занимал пост министра земель, сельского хозяйства и сельского расселения в кабинете министров Зимбабве с 1 декабря 2017 года до своей смерти 29 июля 2020 года. Он был командующим ВВС Зимбабве и членом Объединённого оперативного командования, которое осуществляет повседневный контроль над правительством Зимбабве.
Перенс Шири был двоюродным братом бывшего президента Роберта Мугабе. Он называл себя «Чёрным Иисусом», потому что, согласно анонимному заявлению в документальном фильме BBC Panorama «Цена молчания», он «мог определить вашу жизнь, как Иисус Христос. Он мог исцелять, воскрешать мёртвых, что угодно. Поэтому он утверждал, что он такой, потому что он мог сказать, жив ты или нет».
30 ноября 2017 года президент Эммерсон Мнангагва назначил Шири министром сельского хозяйства. 18 декабря после выхода на пенсию он был повышен от маршала авиации до главного маршала авиации.

## Карьера

### Военная служба
С 1983 по 1984 год Пятая зимбабвийская бригада под командованием Шири несла ответственность за террор в Матабелеленде. Во время бойни тысячи мирных жителей были убиты и ещё тысячи подверглись пыткам. Несмотря на это, в 1986 году Шири получил место в Королевском колледже оборонных исследований в Лондоне.
В 1992 году Шири был назначен командующим ВВС Зимбабве, сменив на этом посту главного маршала авиации Джосайю Тунгамираи.
Шири командовал зимбабвийскими войсками в начале Второй войны в Конго. Именно Шири решил, что зимбабвийский контингент будет защищать Нджили и его аэропорт. Это было сделано для того, чтобы поддерживать воздушный маршрут для пополнения запасов и подкреплений в случае необходимости.
Сообщалось, что в конце 1990-х — начале 2000-х годов Шири организовывал вторжения на фермы ветеранов войны. В 2002 году, в ответ на последующую нехватку продовольствия, Мугабе отправил Шири в Южную Африку за кукурузой. Это обязательство было подкреплено кредитной нотой на сумму, эквивалентную 17 миллионам фунтов стерлингов, от ливийского лидера полковника Каддафи.
Поскольку правительство Мугабе сталкивается с растущими проблемами, зимбабвийская пресса сообщила в феврале 2007 года, что Шири регулярно посещал неофициальные встречи генерала Соломона Муджуру с другими старшими военачальниками и некоторыми политическими лидерами. На этих встречах обсуждалось принуждение Мугабе к выборам в 2008 году с целью его замены на посту президента.
В 2008 году некоторые зимбабвийские юристы и оппозиционные политики из Мутаре заявили, что Шири руководил военными нападениями на незаконных старателей на алмазных рудниках на востоке Зимбабве.

### Выборы 2008 года
За несколько дней до президентских выборов в Зимбабве в 2008 году Шири вместе с другими руководителями министерства обороны Зимбабве провёл пресс-конференцию, на которой заявил, что силы обороны и безопасности были развёрнуты по всей стране для поддержания порядка. В замечании, направленном против Движения за демократические перемены, руководители министерства обороны заявили, что объявить себя победителем выборов будет преступлением. Они утверждали, что такое заявление должна делать только Избирательная комиссия Зимбабве.

### Санкции против Шири
В 2002 году Европейский союз запретил тогдашнему маршалу авиации Шири въезд в ЕС, а 6 марта 2003 года Джордж Буш приказал заблокировать любую собственность Шири в Соединённых Штатах.

### Покушение
Шири попал в засаду 13 декабря 2008 года, когда ехал на свою ферму. По данным полиции, к нему подошли неизвестные и открыли огонь по его автомобилю. Думая, что одна из его шин лопнула, он вышел и получил ранение в руку. Было высказано предположение, что покушение было ответом на нападения Шири на нелегальных добытчиков алмазов в 2008 году или из-за его роли в Матабелеленде в 1980-х годах.
В октябре 2013 года сын Шири, Титус Такудзва Чикерема, умер в возрасте 21 года.

## Переворот 2017 года и назначение министром
Шири оказал влияние на организацию государственного переворота в Зимбабве в 2017 году, в результате которого Мугабе был отстранён от власти. 30 ноября 2017 года президент Эммерсон Мнангагва назначил Шири министром сельского хозяйства. 18 декабря после выхода на пенсию он был повышен от маршала авиации до главного маршала авиации.

## Смерть
Шири скончался 29 июля 2020 года после госпитализации накануне. Ему было 65 лет; местные источники новостей говорят, что его смерть наступила из-за осложнений от COVID-19 во время пандемии COVID-19 в Зимбабве. Мнангагва описал Шири как «давнего друга и коллегу» и «настоящего патриота». Впоследствии Шири сменил Анкшес Джонгве Масука на посту министра земель, сельского хозяйства и сельского расселения.